# 일본의 텔레비전 애니메이션 목록/ㅍ
일본의 텔레비전 애니메이션 목록 (ㅍ)에서는 ㅍ으로 시작되는 제목의 일본의 애니메이션을 서술한다.

## 파
- 파라다이스 키스
- 파이널 어프로치
- 팔견전 -동방팔견이문-
- 팬티 앤드 스타킹 위드 가터벨트

## 퍄
- 없음

## 퍼
- 퍼펙트 블루
- 펌프킨 시저스
- 페어리 테일

## 펴
- 없음

## 포
- 폼포코 너구리 대작전
- 포켓몬스터 XY

## 표
- 없음

## 푸
- 풀 메탈 패닉!
  - 풀 메탈 패닉! 더 세컨드 레이드
  - 풀 메탈 패닉? 후못후

## 퓨
- 없음

## 프
- 프리징
- 프리큐어 시리즈
- 프리티 리듬
- 플랜더스의 개
- 프리파라

## 피
- 피구왕 통키
- 피노키오의 모험
- 피치걸